# Monja

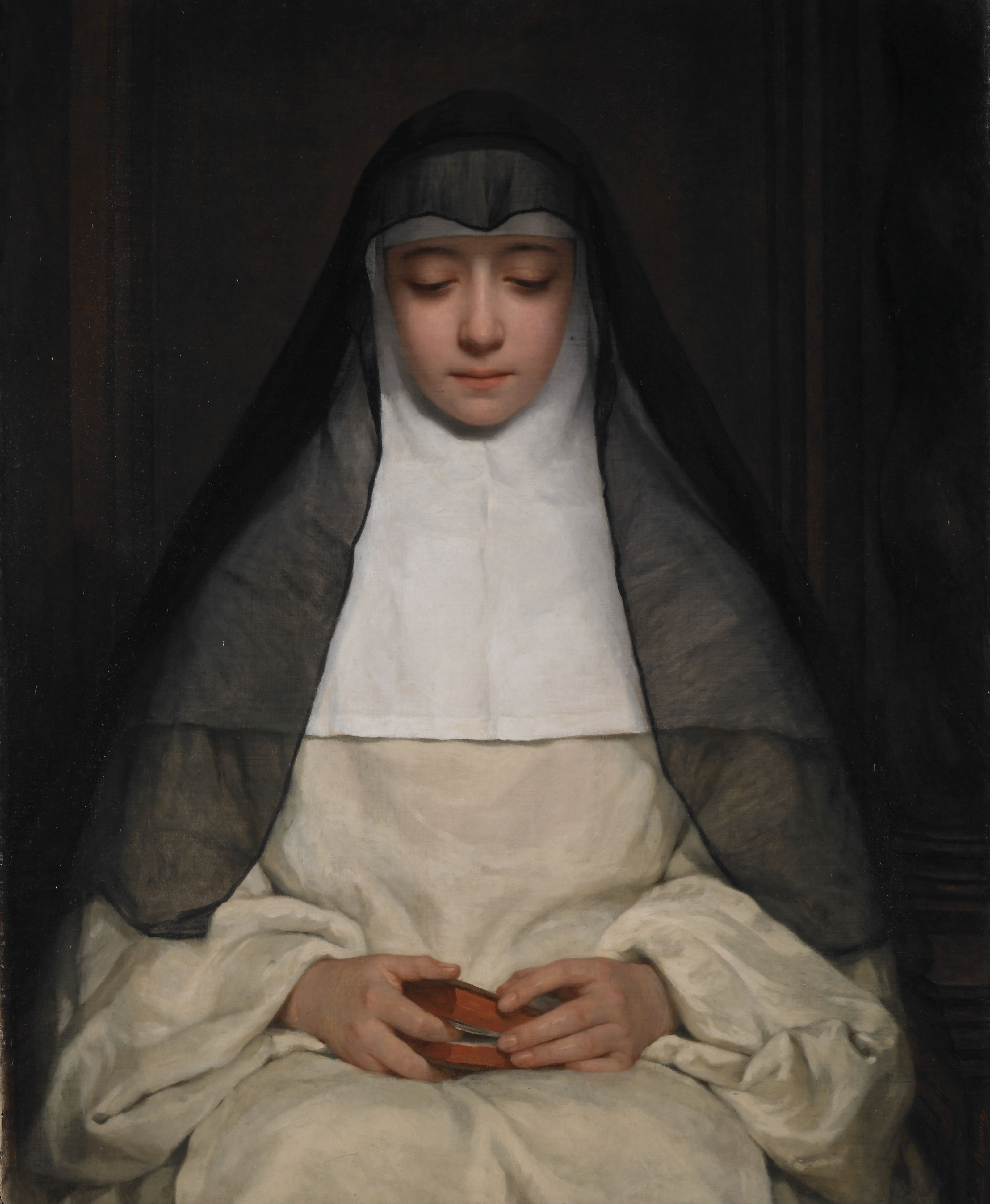
La religiosa (Henriette Browne, 1859).

Una monja es una mujer que ha sido consagrada dentro de una orden religiosa que sigue habitualmente una vida monástica, contemplativa, y se acoge a una serie de reglas, entre las cuales suelen estar el celibato, la obediencia, la pobreza y, en algunos casos, aislamiento total de la vida civil, conocida como clausura. El equivalente masculino es monje. 
El término monja es aplicable a algunas religiones como la católica tanto en su tradición oriental como occidental, ortodoxa, anglicana o episcopaliana, luterana, jainista, taoísta o la budista. Suelen vivir en monasterios o conventos, aunque en algunos casos viven en comunidades insertadas dentro de la sociedad en la que trabajan.

## Monja y hermana
En general los términos monja y  religiosa se pueden intercambiar, pero en algunos casos se hace la siguiente diferenciación:  una hermana monja se refiere a una mujer que practica una vida contemplativa de oración (generalmente viven en monasterios), mientras que una hermana religiosa, es una mujer que vive una vocación de oración y servicio, generalmente hacia los necesitados, enfermos y pobres (generalmente viven en conventos). Así, hay monjas que participan en la sociedad, desde esfuerzos altruistas hasta la dirección de organizaciones sociales y caritativas o administración de universidades, aunque para este tipo de monjas de vida activa es más correcto utilizar la palabra religiosa, ya que la palabra monja es más propia de las hermanas contemplativas.
En español, las monjas y las hermanas religiosas suelen recibir el tratamiento de sor, una voz abreviada que procede del latín "soror" (hermana), de la misma forma que, para los hombres, se utiliza "fray", abreviatura de  frater (hermano). Habitualmente se les llama "hermana", seguido del nombre, o "madre" si tienen el rango de cabeza de un convento, monasterio, abadía, etc.

## Historia
Los monasterios cristianos de mujeres empezaron a existir casi al mismo tiempo que los de los clérigos. Entre sus primeros fundadores tenemos a los siguientes santos: Pacomio, Antonio Abad  y a Jerónimo de Estridón.

## Catolicismo

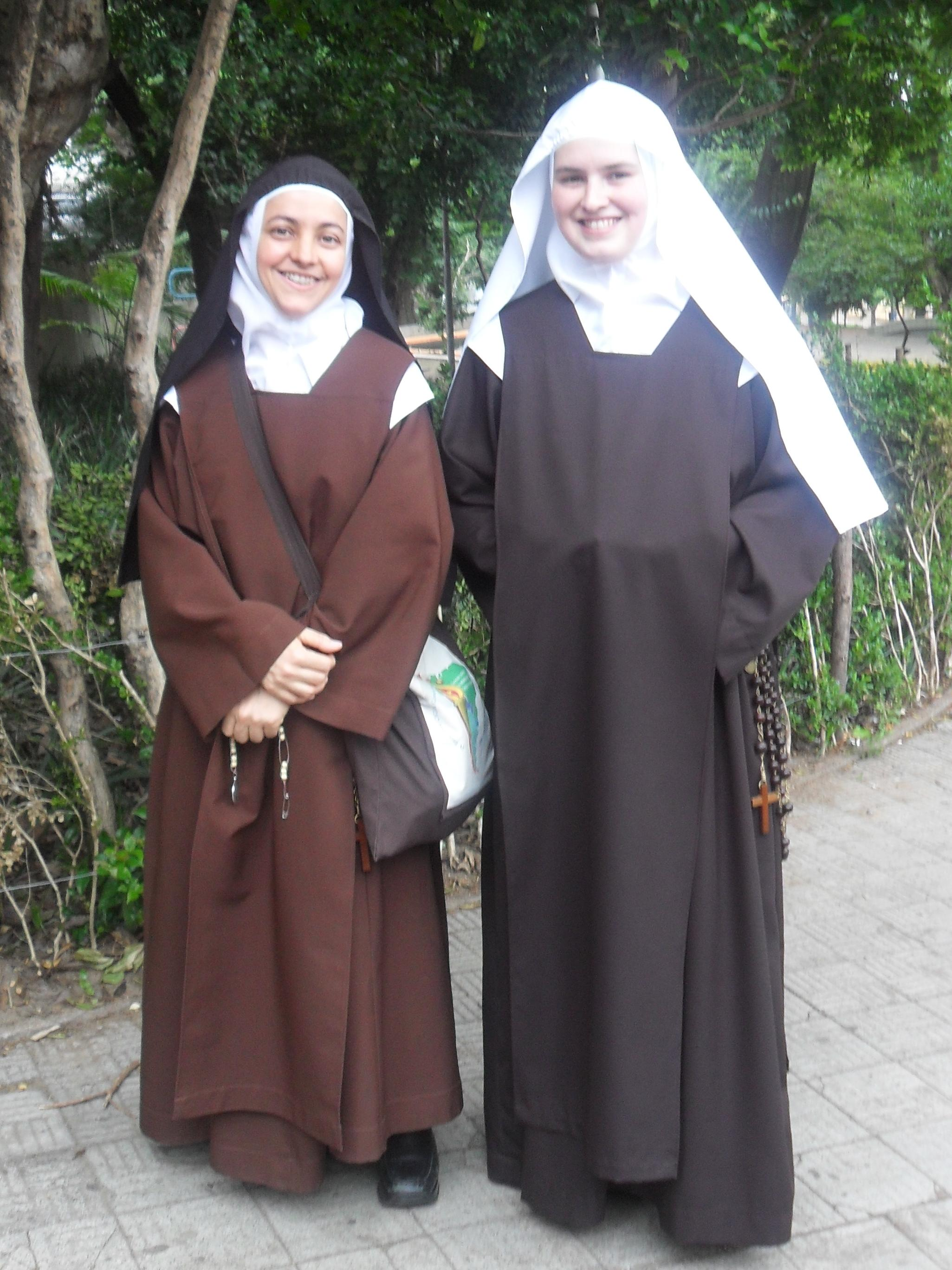
Monja y novicia Carmelitas.

Las monjas suelen estar agrupadas en órdenes religiosas bajo la Iglesia católica, generalmente fundadas por una persona que imprime su carácter en las reglas de la comunidad, sus tradiciones, incluso su hábito e indumentaria religiosa.
Las monjas se dividen según el estilo de vida:
- Monástico: Benedictinas, Cistercienses, Cartujas.
- Mendicantes: Clarisas (o Franciscanas), Catalinas (o Dominicas), Carmelitas, Agustinas, Capuchinas, Carmelitas Descalzas (o Teresinas), Agustinas Recolectoras.
- Hospitalarias y Militares: Mercedarias, Sagrado Corazón, etc.
- Congregaciones: Visitadores, Caridad, Trinitarias, etc.

Entre las órdenes religiosas más antiguas están: las Monjas Carmelitas, las Monjas Concepcionistas y las Monjas Clarisas.
Entre las más recientes familias monásticas se encuentran: las Monjas de Belén, de la Asunción de la Virgen y de San Bruno, de espiritualidad cartuja.
Algo importante es diferenciar a las Monjas que viven la vida de clausura, y a las Religiosas de vida apostólica que buscan tener un equilibrio entre la vida activa y la vida contemplativa.

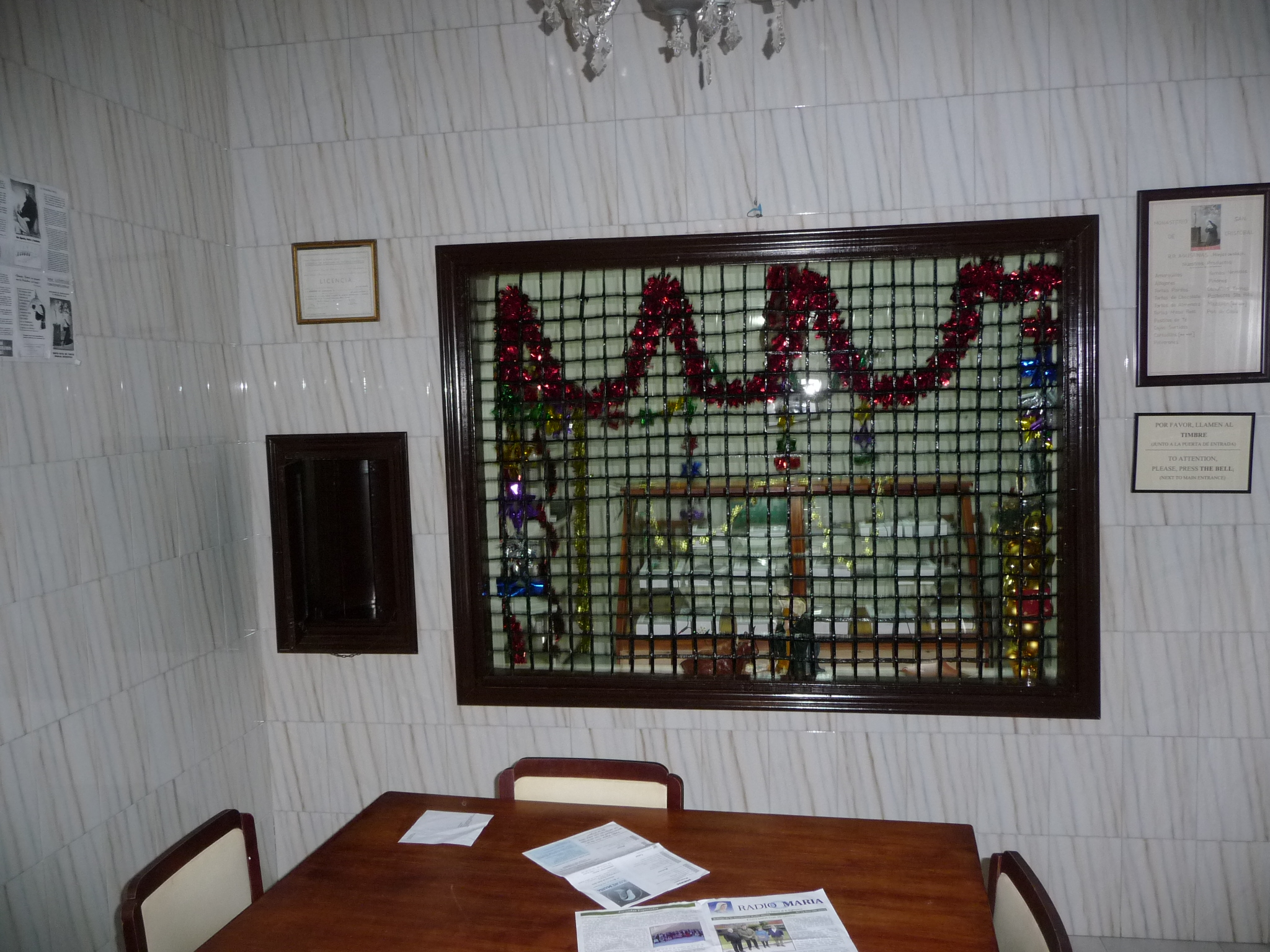
Reja de despacho en un monasterio

Dependiendo de la orden, estructura y hasta rangos, se han conocido algunos términos que se relacionan, como lo son: Madre Superiora, Madre, Sor, Hermana o Hermana religiosa y Novicia.
La personificación de monjas ha sido parte de un número de obras artísticas que incluyen la literatura, la cinematografía, el teatro y las artes plásticas. En México existen las pinturas de monjas coronadas, que constituyen una de las representaciones barrocas más importantes de la Nueva España. La exuberancia de sus atuendos así como las características de las ceremonias de su coronación estuvieron ligadas al ámbito pluricultural en que surgieron.
La vida cotidiana de una monja no solo se centra en su vida religiosa, muchas de ellas tienen actividades en aspectos sociales, políticos, educativos y económicos.

### Monjas católicas notables
.

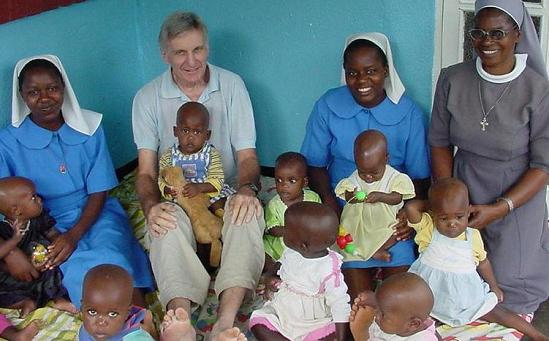
Hermanas misioneras (con el capellán) trabajando en un orfanato en Zimbabue

En la historia de la Iglesia católica existieron muchas monjas y religiosas importantes, algunas declaradas santas, patronas y doctoras de la Iglesia,  entre ellas:
- Paula de Roma, fundadora del primer monasterio en Tierra Santa, considerada la primera monja de la historia.
- Hildegarda de Bingen,  erudita, abadesa, líder monacal, mística, médica, compositora y escritora  alemana.
- Clara de Asís, noble italiana que junto con Francisco de Asís fundó la segunda orden franciscana o Hermanas clarisas.
- Brígida de Suecia, mística, escritora y teóloga sueca, considerada copatrona de Europa y de las viudas.
- Ángela de Mérici, fundadora de la primera congregación especializada en la educación de la mujer.

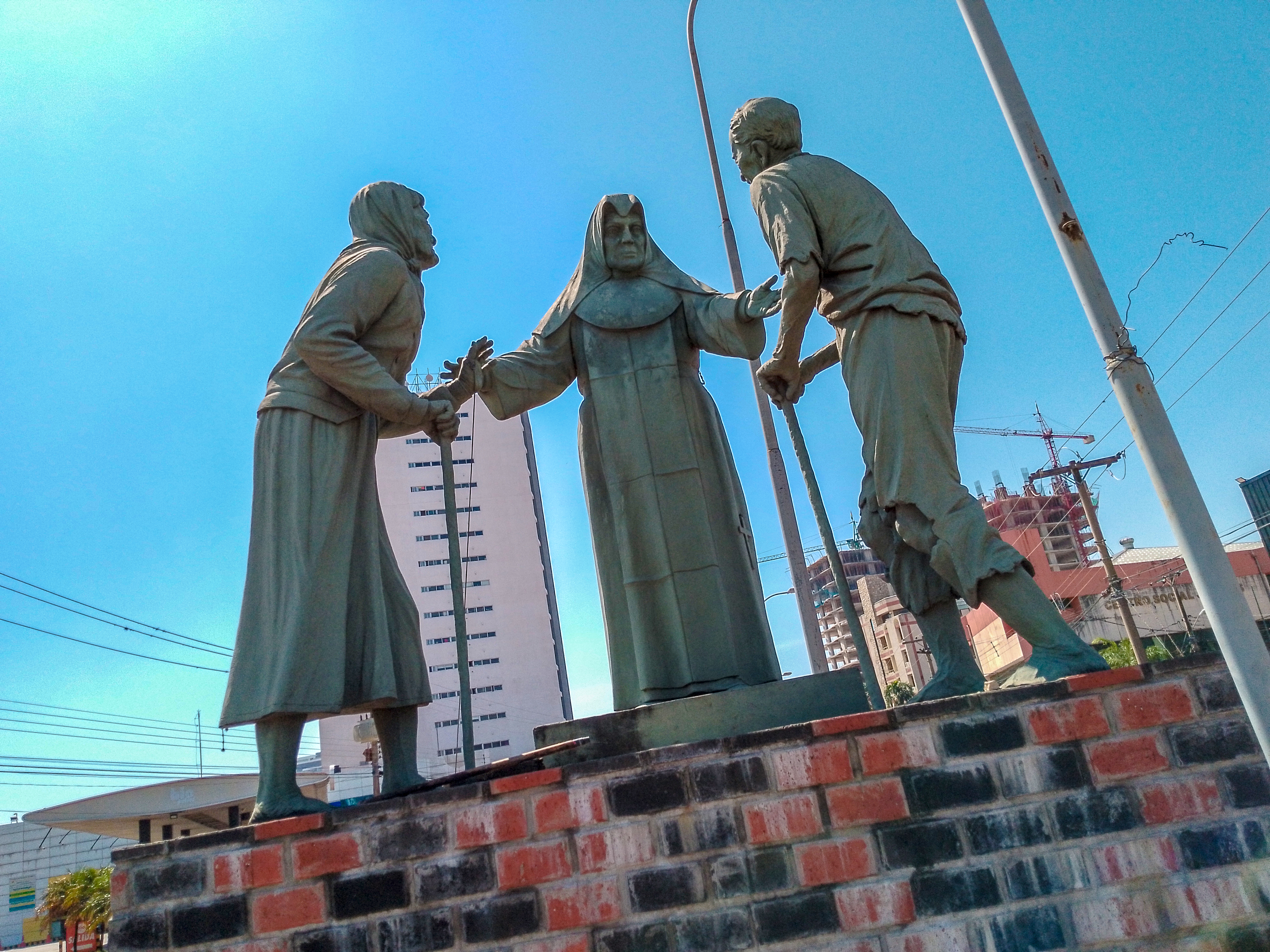
Monumento a la monja santa Teresa de Journet en Santa Cruz, Bolivia.

- Monumento a la monja santa Teresa de Journet en Santa Cruz, Bolivia.Teresa de Jesús, maestra espiritual, mística y escritora española, fundadora de la Orden de Carmelitas Descalzos.
- Juliana Morell,  poetisa, humanista, doctora en leyes y monja dominica española de expresión francesa.
- Juana Inés de la Cruz, poeta y escritora novohispana del periodo barroco, conocida también como La Décima Musa[5]
- María de Jesús de Ágreda, abadesa y escritora española del convento de las Madres Concepcionistas de Ágreda.
- Luisa de Marillac, cofundadora de las Hijas de la Caridad, se la considera una precursora del Trabajo social.
- María Rafols, mística española, cofundadora de las Hermanas de la Caridad de Santa Ana, conocida por sus profecías.
- Mélanie Calvat, religiosa francesa que mientras trabajaba como pastora junto con el joven Maximin Giraud fue vidente de las apariciones de Nuestra Señora de La Salette. Después de la aparición, Mélanie fue internada en el convento de las Hermanas de la Providencia en Corenc.
- Teresa de Lisieux, religiosa carmelita descalza francesa, conocida por sus escritos espirituales.
- Edith Stein, filósofa, teóloga, mística, religiosa carmelita y mártir alemana de origen judío.
- María Faustina Kowalska, religiosa y mística polaca perteneciente a la orden de las Hermanas de Nuestra Señora de la Misericordia. Sus apariciones de Jesucristo inspiraron la devoción católica de la Divina Misericordia.
- Lucía dos Santos, conocida como Hermana Lucía, fue una pastora portuguesa que, en 1917, junto con sus primos Francisco y Jacinta Marto, presenció las apariciones de Nuestra Señora de Fátima. Se convirtió en Carmelita Descalza en 1949.
- Teresa de Calcuta, albanesa, fundadora de las Misioneras de la Caridad en la India y Premio Nobel de la Paz en 1979.[6]
- María de Jesús Velarde, fundadora de las Hijas de Santa María del Corazón de Jesús.
- Angélica Rizzo, conocida como Madre Angélica, fundadora de la red internacional de televisión católica por cable más grande del mundo.

### Hábito religioso

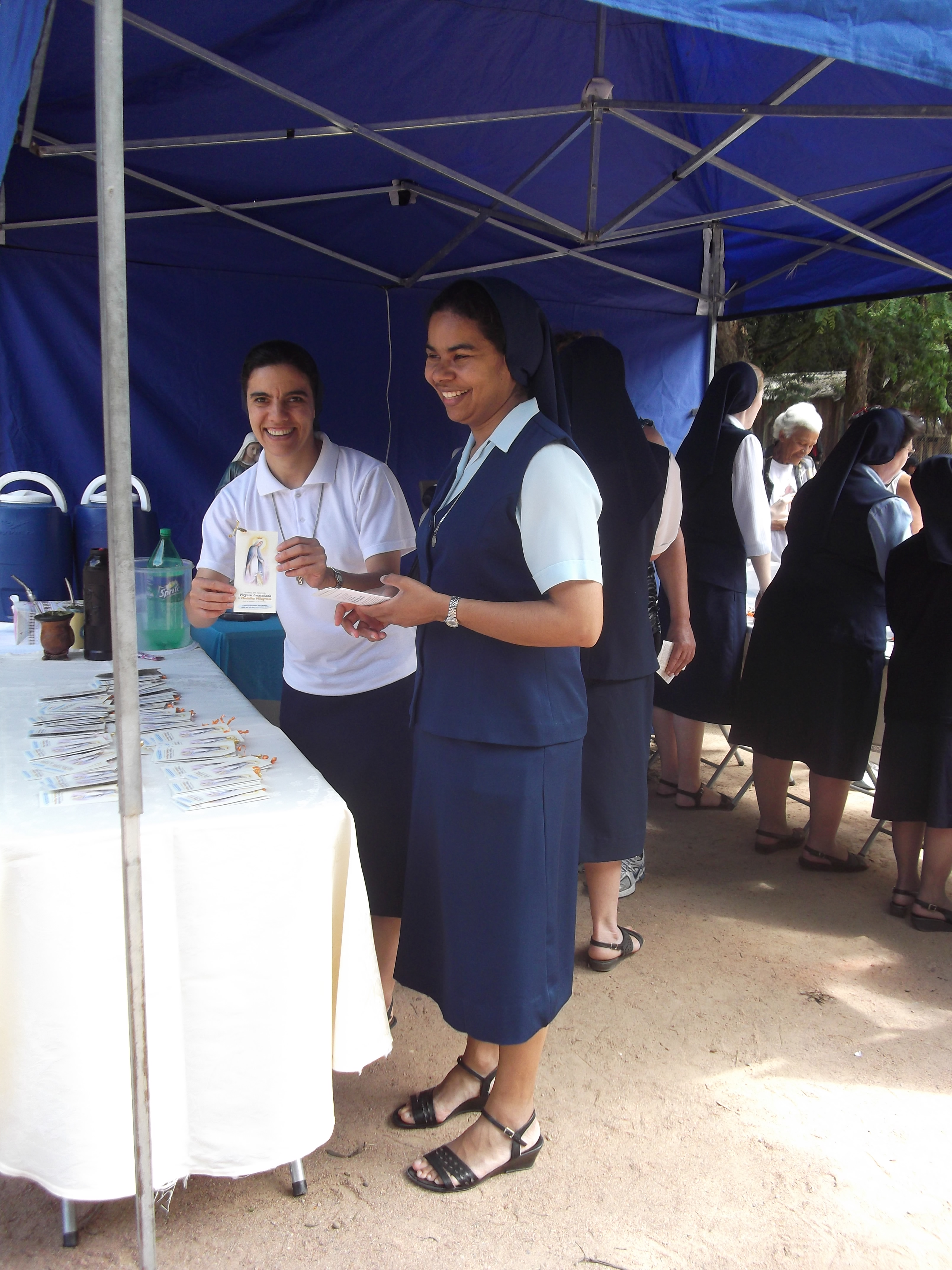
Misioneras vicentinas con su hábito actual.

El hábito religioso es la vestimenta que usan diariamente algunas monjas y religiosas aunque, en la actualidad, muchas optan por vestimenta seglar sin comprometer por eso su vida y trabajo dentro de la congregación. Existen casos en los que la hermana puede elegir qué vestimenta llevar. El hábito en sí mismo, puede ser considerado símbolo externo de virginidad y renuncia de la vanidad, favorecedor de la identidad y de la uniformidad.
Los primeros conventos de monjas fueron fundados en túnica oscura, sujeta por un ceñidor, toca blanca sobre la frente y manto negro desde la cabeza a los pies.
Posteriormente la indumentaria del hábito fue más compleja: consistía en un vestido ancho generalmente de estameña (con un color distinto según fuera la congregación), un escapulario largo que cubría el pecho y la espalda y llegaba hasta los tobillos, en sus cabezas usaban griñón, toca y velo, una cuerda o faja de cuero en la cintura y zapatos negros o sandalias.
Actualmente el hábito de las religiosas es menos sofisticado para las labores y obras que practican (sobre todo las misioneras).

## Otras religiones
Aunque el término monja se suele asociar al catolicismo, similares ocupaciones se dan en diferentes religiones. Algunos ejemplos : 
- Orden religiosa anglicana

- Bhikkhuni monja budista